# Nikon FA
Nikon FA — малоформатный однообъективный зеркальный фотоаппарат, выпускавшийся в Японии корпорацией Nippon Kogaku K. K. (сейчас — Nikon) с 1983 до 1987 года. В этой модели впервые в мире реализован матричный замер экспозиции, позволяющий свести к минимуму ошибки автоматического управления экспозицией для контрастных сцен. Впоследствии такой способ измерения стал стандартным не только для зеркальных фотоаппаратов, но и для других категорий фототехники, в том числе беззеркальных и псевдозеркальных камер.

## История создания
Вторая половина 1970-х годов ознаменована появлением многочисленных моделей фотоаппаратуры, оснащённой автоматическим управлением экспозицией. Наибольшую известность получили Canon A-1, впервые оснащённый программным автоматом, и компактный Olympus OM-4. Nikon FA должен был стать прорывом корпорации Nippon Kogaku, зарекомендовавшей себя как консервативный производитель надёжных механических камер, использующий новейшие достижения микроэлектроники с осторожностью. Причём, в отличие от большинства электронных камер, полностью терявших работоспособность без элементов питания, Nikon FA продолжал традиции своих предшественников, дававших хотя бы частичную возможность работы затвора при отказе батарей.
В этом случае фотоаппарат обеспечивает механическую выдержку 1/250 секунды и ручную. Остальные выдержки в диапазоне от 1/4000 до 8 секунд отрабатываются бесступенчато при наличии электропитания. Текущее значение отображается при этом на жидкокристаллическом дисплее в поле зрения видоискателя.  
Оценочное измерение экспозиции было использовано впервые и вписало эту модель в историю мирового фотоаппаратостроения. Попытки создать нечто подобное предпринимались и раньше, например в камере Minolta SR-T101, но из-за примитивности технических решений получаемые преимущества были весьма условны. Несмотря на любительский класс, Nikon FA стоил лишь на 10% дешевле профессионального Nikon F3 и при этом пользовалась спросом. Сложность электроники и её относительно низкая надёжность принесли камере репутацию часто ломающейся, хотя механика по традиции была очень выносливой. В отличие от большинства конкурентов, применяющих более технологичные пластмассы, в конструкции FA использованы высокопрочные сплавы, усиленные стальные зубчатые передачи и шарикоподшипники.

## Конструкция
Nikon FA разработан как флагман «компактной» линейки любительских камер Nikon и во многом использует те же технические решения, что модели FM2 и FE2. В некоторых источниках модель FA считается усовершенствованным Nikon FE2. Фокальный затвор с вертикальным ходом титановых ламелей аналогичен электронноуправляемому затвору FE2 с минимальной выдержкой синхронизации 1/250 секунды. Для облегчения ламелей и повышения скоростей движения шторок, использована их ячеистая структура с сотовым профилем. В отличие от остальных «Никонов» компактной серии, FA оснащался не металлическими, а пластмассовыми верхней и нижней крышками корпуса: поликарбонатными в чёрной версии, и в «хромированной» — из АБС-пластика. Аналогично модели FE2 камера оснащена автоматикой вспышки по технологии TTL OTF с измерением света, отражённого от плёнки.
Камера позволяет управлять экспозицей как полуавтоматически, так и автоматически в режимах приоритета диафрагмы, приоритета выдержки и программного автомата с двумя подпрограммами: пейзажной и спортивной. В программном режиме используются данные о фокусном расстоянии объектива, получаемые при помощи новейшего механического интерфейса AI-S байонета F. Работа автоматики основана на 4-битном микропроцессоре с тактовой частотой 524 килогерц и оперативной памятью 8 килобайт. Этот же процессор обрабатывает данные, получаемые с двух многозонных фотодиодов, осуществляющих оценочный экспозамер за окулярной гранью пентапризмы. Площадь кадра поделена на пять зон измерения: центральную и четыре угловых. Получаемые значения яркости сравниваются и на их основе с помощью специальной программы вычисляется корректная экспозиция. При создании алгоритма оценки использованы статистические данные сравнительных измерений, сделанных для 100 000 снимков во время разработки технологии, занявшей более шести лет. Изначально матричный режим измерения, получивший фирменное название AMP (англ. Automatic Multi-Pattern), предназначался для модели FE2, но к моменту её выхода разработка не была завершена.
Первая попытка создания оценочного измерения экспозиции была в большой мере рекламным ходом и лишь незначительно улучшала точность встроенного экспонометра. Так, при горизонтальном и вертикальном кадрировании одной и той же сцены, система могла выдавать совершенно разные результаты измерения. По сравнению с традиционным центровзвешенным режимом замера, корректно измерявшим 85—90% сцен, матричный в своём первом воплощении давал правильные результаты в 90—95% случаев. Но проблема точности экспоавтоматики была настолько актуальна, что в течение нескольких лет оценочный замер появился у большинства производителей зеркальной фотоаппаратуры. Матричный режим измерения гораздо лучше других подходит для автоматических режимов отработки экспозиции в реальном времени, без предварительного замера и ввода экспокоррекции.

## Технические особенности
Как и все остальные камеры «компактной» линейки, Nikon FA обладает следующими ключевыми особенностями:
- Несъёмная пентапризма, отображающая 93% площади кадра;
- Сменные фокусировочные экраны. В отличие от профессиональных экранов, представляющих собой стеклянную плоско-выпуклую коллективную линзу в металлической рамке, плоская линза Френеля «компактного» семейства изготовлена из акрилата и не имеет оправы;
- Система ADR (англ. Aperture Direct Readout) оптического отображения установленной диафрагмы в поле зрения видоискателя;
- Репетир диафрагмы;
- Механический автоспуск, осуществляющий предварительный подъём зеркала в начале работы;
- Механизм многократной экспозиции;
- Возможность использования приставного электропривода. Для всей линейки выпускался мотор MD-12 с частотой съёмки 3,2 кадра в секунду. Специально для модели FA разработан ещё один привод MD-15, подключающий своё электропитание вместо двух штатных батареек LR44, размещённых в корпусе фотоаппарата[7];
- Сменная задняя крышка;

В отличие от профессиональных моделей, оснащаемых функцией предварительного подъёма зеркала, «компактная» серия не имела аналогичного механизма, частично ограничивая совместимость со старыми объективами Nikkor с коротким задним отрезком. Однако, вибрации от зеркала можно было исключить, используя автоспуск, который поднимал его в начале своего рабочего хода. Ещё одним отличием от профессиональных моделей был «горячий башмак» стандарта ISO 518, позволяющий использовать любые фотовспышки, в том числе сторонних производителей.